# Astrological Lodge of London
Die The Astrological Lodge of London (ALL) ist eine astrologische Organisation mit Sitz in London. Sie wurde 1915 von Alan Leo als Loge der Theosophischen Gesellschaft Adyar (Adyar-TG) gegründet und ist seit 1983(?) unabhängig.

## Geschichte
Alan Leo war Mitglied der Adyar-TG und gründete zusammen mit seiner Frau Bessie Leo am 13. Juli 1915 innerhalb der Adyar-TG eine eigene Loge, um in dieser die Arbeit an Theosophie und Astrologie zu verbinden. Bessie Leo wurde Präsidentin der Astrological Lodge of the Theosophical Society (Astrologische Loge der Theosophischen Gesellschaft). [1], [2]
Als am 23. Januar 1922 Charles Ernest Owen Carter neuer Präsident wurde, stellte dieser astrologische Themen in den Vordergrund und drängte die theosophische Weltanschauung zurück. Carter gründete 1926 die Zeitschrift Astrology als offizielles Publikationsorgan der ALL. Später (vermutlich 1971) wurde der Name auf Astrology Quarterly geändert, das Blatt erscheint bis heute. [3]
Die Faculty of Astrological Studies (Fakultät für astrologische Studien) wurde am 7. Juni 1948 als Tochtergesellschaft der ALL gegründet und 1954 unabhängig. Ebenso die The Astrological Association of Great Britain (Astrologische Vereinigung in Großbritannien) am 21. Juni 1958. In beiden Fällen war der Wunsch nach astrologischen Studien, ohne die theosophische Weltanschauung mit einzubeziehen, ausschlaggebend gewesen.
Auf Carter folgte 1952 bis 1982 Ronald Davison als Präsident, dann von 1982 bis 1984 Geoffrey Cornelius. Kurz war auch Derek Appleby Präsident, über die weiteren Leiter besteht unklarheit. [1]
Vermutlich 1983 wurde die ALL von der Adyar-TG unabhängig und besteht seitdem als autonome Organisation. Zur Adyar-TG bestehen jedoch weiterhin freundschaftliche Beziehungen.